# Michaił Starokadomski
Michaił Leonidowicz Starokadomski (ros. Михаи́л Леони́дович Старока́домский, ur. 13 czerwca 1901, zm. 24 kwietnia 1954) – radziecki kompozytor. Laureat Nagrody Stalinowskiej.
Absolwent Konserwatorium Moskiewskiego.
Pochowany na Cmentarzu Wwiedieńskim w Moskwie.

## Wybrana muzyka filmowa

### Filmy animowane
- 1954: Wszystkie drogi prowadzą do bajki